# Veterans Memorial Stadium (Amerikanisch-Samoa)
Das Veterans Memorial Stadium ist ein Stadion innerhalb des Pago-Pago-Parks in Pago Pago, Amerikanisch-Samoa. Das Stadion, das 10.000 Zuschauern Platz bietet, ist das Nationalstadion Amerikanisch-Samoas. Die amerikanisch-samoanische Fußballnationalmannschaft trägt dort ihre Heimspiele aus. Neben Fußball wird die Anlage auch für Rugby League, Rugby Union und American Football, der beliebtesten Sportart Amerikanisch-Samoas, genutzt.